# Nové Moravany
Nové Moravany je čtvrť v Brně, tvořící nejzápadnější části katastrálního území Horní Heršpice.

## Charakteristika
Nové Moravany se rozkládají jižně od dálnice D1 v okolí Ořechovské ulice, a mají charakter malé zahradní čtvrti, v níž se nachází řada zahradních pozemků a jednopatrové nebo přízemní rodinné domy, či chaty, jež samy často mají vlastní zahradu. Pro Nové Moravany je s výjimkou Ořechovské ulice dále typická (stav v červnu 2010) velice zanedbaná péče o silniční povrch ve zdejších ulicích.
Mimo výše zmíněnou Ořechovskou ulici se na území Nových Moravan nacházejí ulice Blízká, Osamělá, Rozhraní a Vzdálená. Pravděpodobně nejvýznamnějším objektem na území Nových Moravan je areál ředitelství Správy a údržby silnic Jihomoravského kraje, nacházející se na západě čtvrti při ulici Ořechovská.
Veřejné přímé dopravní spojení se zbytkem Brna je v Nových Moravanech zajištěno v rámci integrovaného dopravního systému Jihomoravského kraje prostřednictvím autobusové linky 501.
V těsné blízkosti Nových Moravan se v sousedním katastrálním území Dolní Heršpice nachází rozlehlé obchodní centrum Futurum Brno, v němž se nachází i velký hypermarket společnosti Tesco, takže i přes svoji relativní izolaci mají obyvatelé Nových Moravan dobré nákupní možnosti.

## Historický přehled
Až do roku 1960 tvořilo území Nových Moravan severovýchodní část katastrálního území obce Moravany, podle níž byla tato čtvrť také nazvána. Zahrady a první rodinné domky zde začaly vznikat před polovinou 20. století jednak v blízkosti silnice, jež zde dnes tvoří Ořechovskou ulici, jednak v nové ulici, jež dostala název Rozhraní. K Brnu bylo území Nových Moravan připojeno 1. července 1960 a pak až do roku 1966 tvořilo v rámci Brna samostatné katastrální území, které však zasahovalo i na severovýchod moderního katastru Moravan. Roku 1966 pak bylo toto katastrální území rozděleno mezi katastrální území obce Moravany a brněnské katastrální území Horní Heršpice. V rámci Brna pak do roku 1971 tvořily Nové Moravany také samostatnou část obce. I nadále se se zde u mnoha pozemků a řady domů nachází cedulka s evidenčním číslem pod nímž je uvedeno „kat. úz. Nové Moravany“. Pokud jde o správní příslušnost, náleželo celé katastrální území Nové Moravany i po svém zrušení až do roku 1975 k městské části Brno-Horní Heršpice (1960–1971 nazývána Horní Heršpice, poté do 30. dubna 1972 Brno IX. Horní Heršpice). Poté byly Nové Moravany až do roku 1990 součástí městského obvodu Brno IV. Od 24. listopadu 1990 náležejí k samosprávné městské části Brno-jih.
Ze srovnání historických a současných map je zřejmé, že severním okrajem někdejšího novomoravanského katastru dnes prochází nepatrný úsek dálnice D1. Ze stejného srovnání vyplývá, že výstavbě této dálnice ustoupily okrajové části některých novomoravanských zahrad.

## Galerie

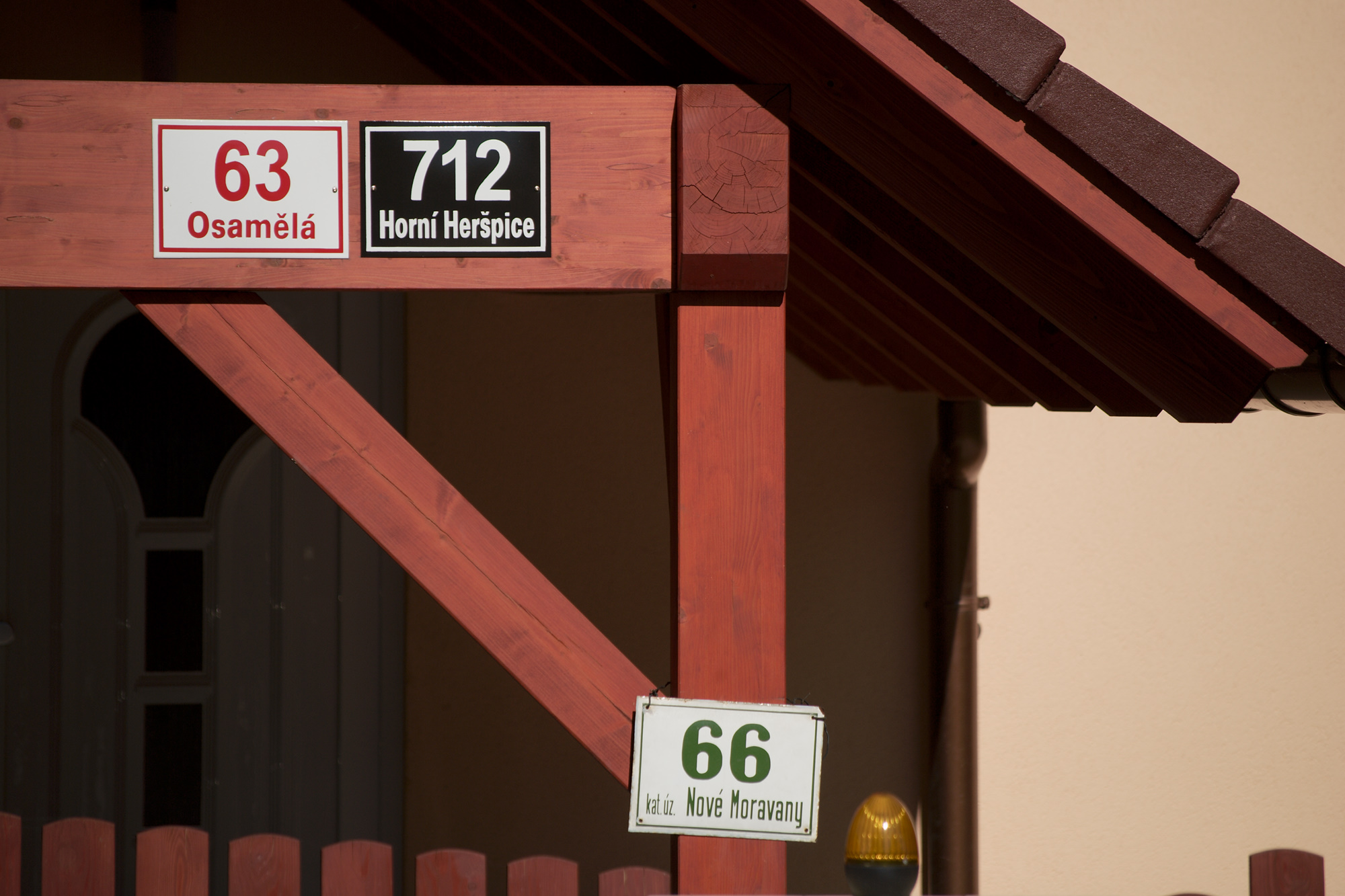
I v současnosti lze na území již zrušeného katastrálního území Nové Moravany najít cedulky uvádějící někdejší příslušnost k tomuto již zrušenému katastrálnímu území. V tomto případě se u domu vyskytuje zároveň i stará a nová (černá) cedulka.
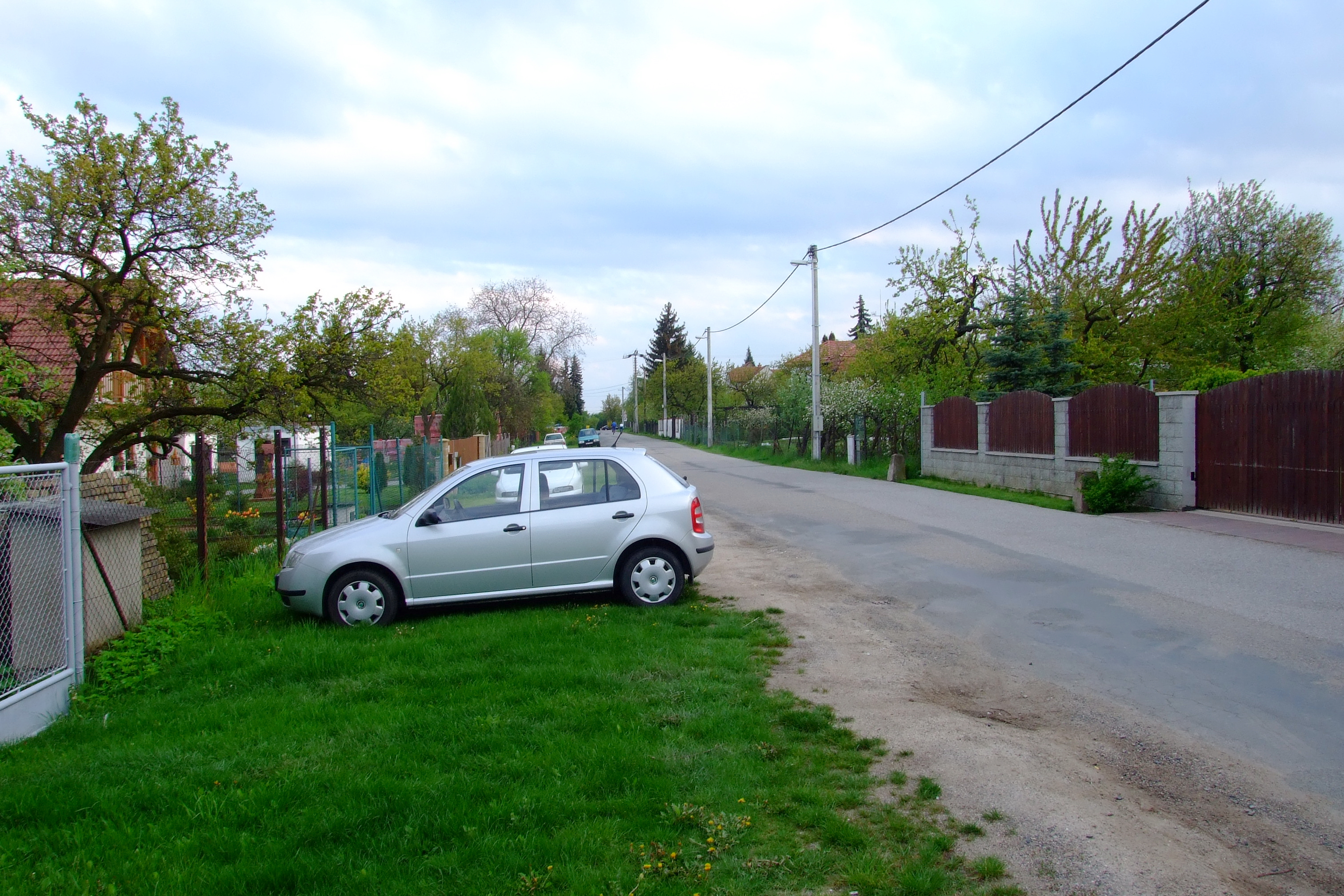
Ulice Osamělá v Nových Moravanech
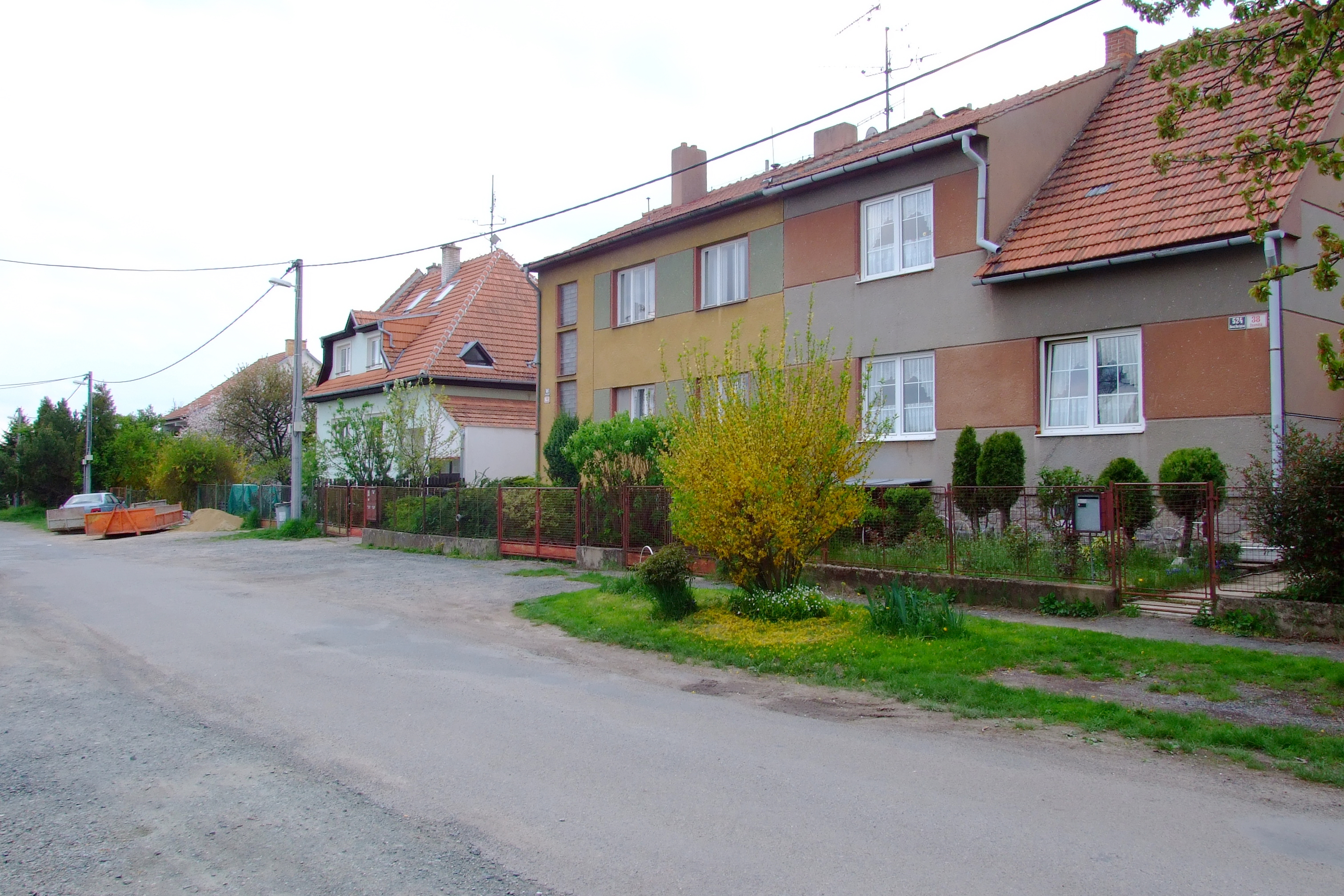
Rodinné domy na západní straně Osamělé ulice
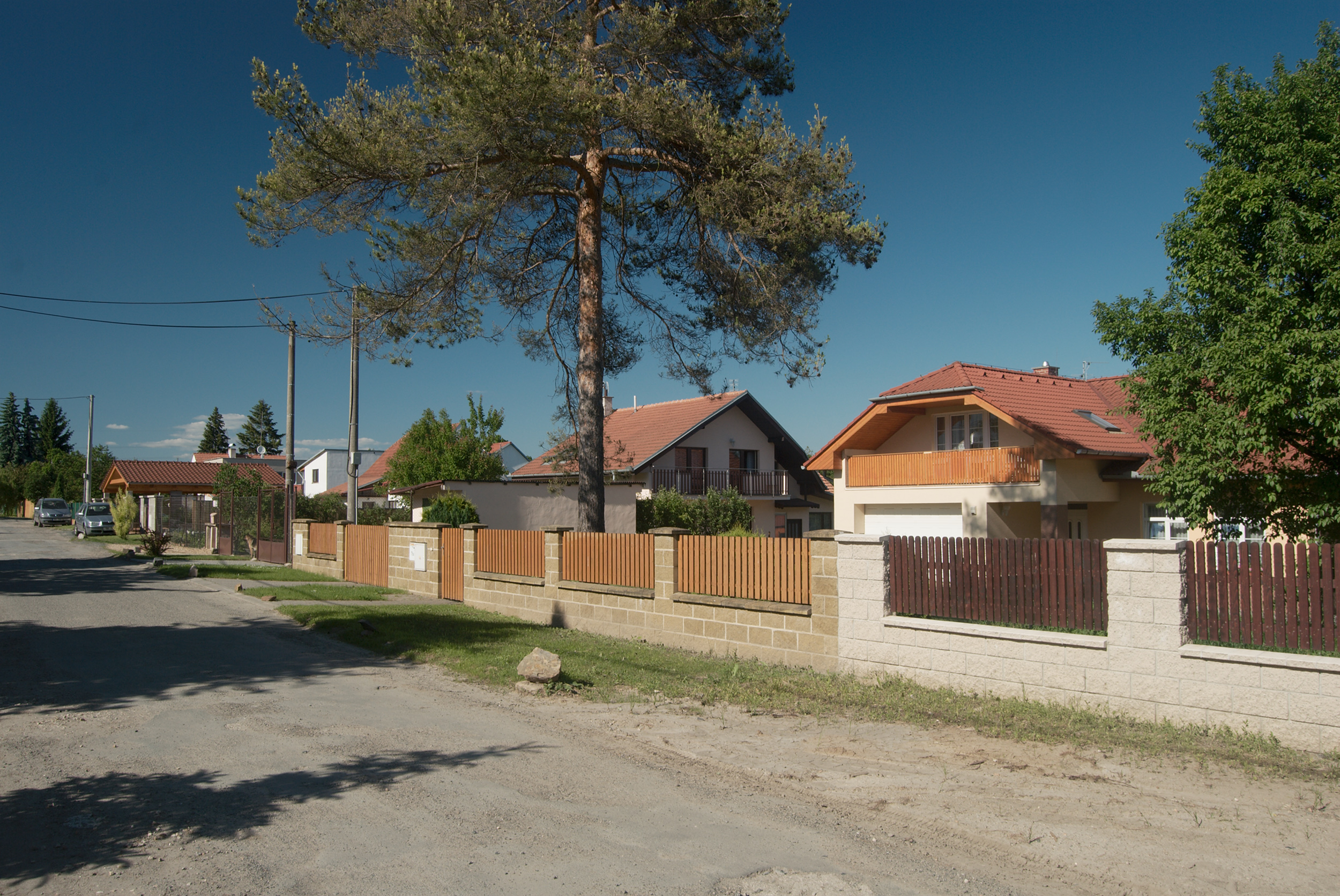
Východní strana Osamělé ulice
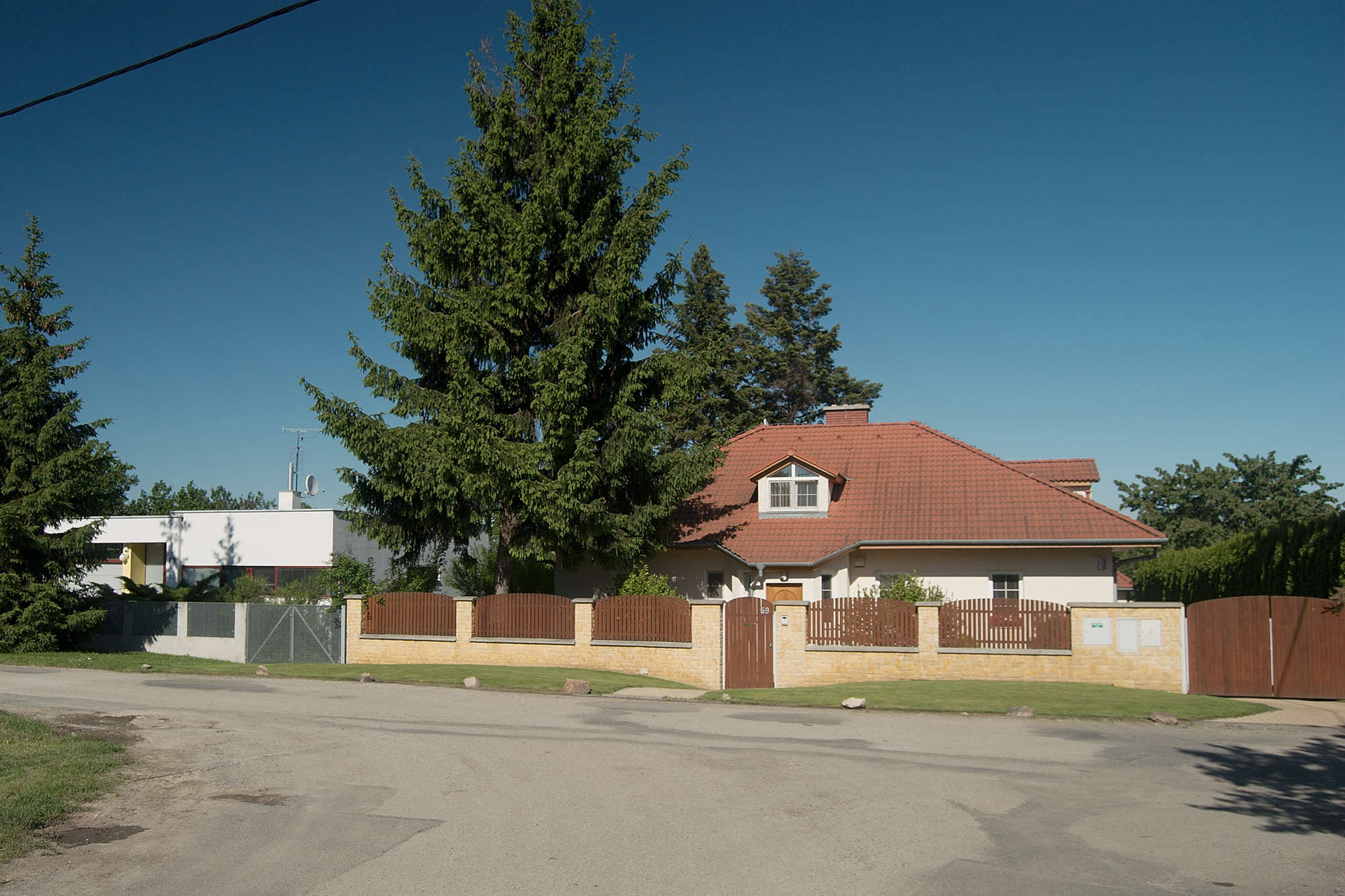
Nové rodinné domy na východní straně Osamělé ulice